# Албергария-а-Велья
Албергария-а-Велья (порт. Albergaria-a-Velha; [aɫbɨɾgɐ'ɾiɐ ɐ 'vɛʎɐ]) — посёлок городского типа в Португалии, центр одноимённого муниципалитета в составе округа Авейру. Находится в составе крупной городской агломерации Большое Авейру. По старому административному делению входил в провинцию Бейра-Литорал. Входит в экономико-статистический субрегион Байшу-Воуга, который входит в Центральный регион. Численность населения — 7,4 тыс. жителей (посёлок), 25,9 тыс. жителей (муниципалитет). Занимает площадь 155,40 км².
Покровителем города считается Животворящий Крест.

## Расположение
Поселок расположен в 15 км на северо-восток от административного центра округа города Авейру.
Муниципалитет граничит:
- на севере — муниципалитеты Эштаррежа, Оливейра-де-Аземейш
- на востоке — муниципалитет Север-ду-Вога
- на юго-востоке — муниципалитет Агеда
- на юго-западе — муниципалитет Авейру
- на северо-западе — муниципалитет Муртоза

## История
Поселок основан в 1835 году.

## Население
| Численность населения муниципалитета по годам | Численность населения муниципалитета по годам | Численность населения муниципалитета по годам | Численность населения муниципалитета по годам | Численность населения муниципалитета по годам | Численность населения муниципалитета по годам | Численность населения муниципалитета по годам | Численность населения муниципалитета по годам |        |
| --------------------------------------------- | --------------------------------------------- | --------------------------------------------- | --------------------------------------------- | --------------------------------------------- | --------------------------------------------- | --------------------------------------------- | --------------------------------------------- | ------ |
| 1849                                          | 1900                                          | 1930                                          | 1960                                          | 1981                                          | 1991                                          | 2001                                          | 2004                                          | 2006   |
| 4717                                          | 13 526                                        | 15 293                                        | 18 446                                        | 21 326                                        | 21 995                                        | 24 638                                        | 25 497                                        | 25 921 |

## Состав муниципалитета
В муниципалитет входят следующие районы:
1. Албергария-а-Велья
2. Алкерубин
3. Анжежа
4. Бранка
5. Фроссуш
6. Рибейра-де-Фрагуаш
7. Сан-Жуан-де-Лоре
8. Валмайор